# Escuelas Públicas del Condado de Henrico

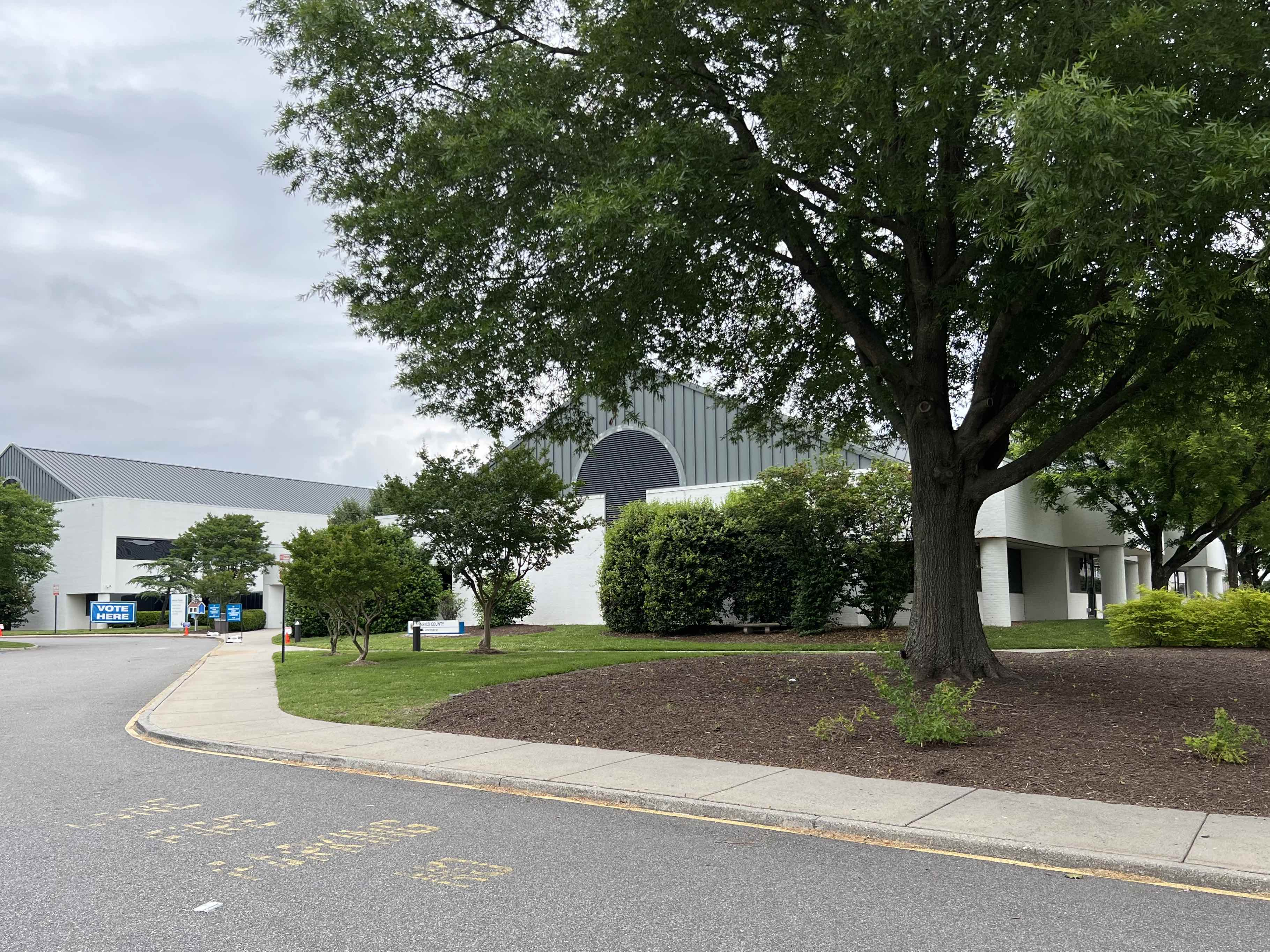
El edificio de oficinas centrales del distrito escolar.

Las Escuelas Públicas del Condado de Henrico (Henrico County Public Schools, HCPS) es un distrito escolar del Condado de Henrico, Virginia. Tiene su sede en un área no incorporada en el condado, cerca de Richmond. El distrito gestiona 9 escuelas preparatorias y 2 centros técnicos.